# Purkersdorf (zámek)
Zámek Purkersdorf je zámek v Purkersdorfu v okrese St. Pölten v rakouské spolkové zemi Dolní Rakousy. Stojí v západní části hlavního náměstí Purkersdorfu za farním kostelem svatého Jakuba Většího. Kolem obdélníkového nádvoří je postaven zámek se čtyřmi třípatrovými křídly.

## Historie
Na počátku 11. století měl „Purchart de Louppah“ (Laabach u Gablitz) postavit opevněný dům a po sto letech pustošení byla založeno lesní osada. Roku 1255 větev „Purchartsdorfů" je uvedený v dokumentech jako první vlastník Heinrich von Kreuzenstein. Z důvodů obraně byl postavený vodní hrad, se silným zdivem a se střílnami. Tato pevnost byla obklopena hlubokým vodním příkopem, přes který byl na východní straně pevnosti padací most pro přístup do pevnosti. Na východní straně byl opevněný jez a postaveny ve čtyřech rozích stavby hranaté hradní věže. Na nároží západní hradní zdi byla postavena další obranná věž. Roku 1284 byla část hradu převedena na řád německých rytířů. V první čtvrtině 14. století přešel Purkersdorf sňatkem na pána „Reinprechta I. z Wallsee“, který v roce 1333 Purkersdorf prodal Habsburkům.
V období 1500 až 1788 měl zde sídlo "císařský lesní úřad". Roku 1788 došlo ke sloučení s "vrchním loveckým úřadem ve Vídni“. Na zámku Purkersdorf zůstal do roku 1830 podřízený úřad, lesní úřad Purkersdorf. Od roku 1830 sloužil zámek Purkersdorf jako prostý lesní úřad, který od roku 1873 byl přejmenován na "c. a k. lesní správu", která se později změnila na „Rakouské spolkové lesy“.
Zámek byl roku 1529 během prvního obléhání Vídně zničen požárem a v období 1533 až 1553 odvodněný a znovu vybudovaný. V roce 1683 za druhého obléhání Vídně došlo k přepadení Turky a znovu došlo k obětem. Císař Leopold I. (1640-1705) nechal nynější zámek, dříve uváděný jako vodní hrad v letech 1684 až 1688 opět vystavět bez věží. Kolem roku 1800 byla mezi vnitřní a vnější hradní zdí zřízena dvorní kuchyně a lesní správa. Po velkém požáru v roce 1842 byla polovina Purkersdorfu zničena a zámek byl demolován. Roku 1896 byly zbytky vodního příkopu a stavby ve velmi špatném stavu.
Dnes je na zámku sídlo Okresního soudu Purkersdorf, Městské muzeum, veřejné provozovny a soukromý byt.